# Гвайренья (футбольный клуб)
«Гвайре́нья» (исп. Guaireña Fútbol Club) — парагвайский футбольный клуб из города Вильяррика.

## История
Футбол в Вильяррике культивируется с 1916 года, когда в городе возникла Лига Гвайренья — чемпионат среди любительских клубов. Сборная Гвайреньи долгое время участвовала в чемпионате среди региональных команд. В 2016 году сборная Гвайреньи выиграла этот региональный чемпионат, и 28 марта 2016 года на базе сборной был образован профессиональный клуб «Гвайренья», поскольку во Втором дивизионе не могут выступать сборные городов и регионов. В своём дебютном матче в марте 2017 года «Гвайренья» обыграла столичный «Ривер Плейт» со счётом 1:0.
В 2019 году команда выиграла Второй дивизион, после чего состав клуба на 70 % обновился — из 35 футболистов, участвовавших в победной кампании, к новому сезону в Примере начали подготовку только 10 человек.
19 января 2020 года «Гвайренья» дебютировала в высшем дивизионе чемпионата Парагвая. Команда из Вильяррики в гостях уступила «Насьоналю» со счётом 0:3. Первую победу команда одержала во 2 туре над «Ривер Плейтом» (2:0) — это же была и первая домашняя игра «Гвайреньи» на высшем уровне.
По итогам сезона «Гвайренья» заняла шестое место в сводной таблице чемпионатов Апертуры и Клаусуры, заработав путёвку в Южноамериканский кубок. На международной арене команда дебютировала с поражения на предварительный этапе ЮАК от соотечественников из «Ривер Плейта» (3:6 по сумме двух матчей).
В 2021 году команда вновь оказалась на шестом месте в сводной таблице двух чемпионатов. В 2022 году «Гвайренья» сумела пробиться в групповой этап Южноамериканского кубка, обыграв на предварительном этапе асунсьонский «Насьональ».

## Титулы и достижения
- Победитель Второго дивизиона Парагвая (1): 2019

## Участия в международных турнирах
- Южноамериканский кубок:
  - Предварительный этап — 2021
  - Групповой этап — 2022